# Сунцзян
Сунцзя́н (Sungkiang, кит. упр. 松江省, пиньинь Sōngjiāng shěng), провинция северо-восточной части Китайской Республики. Занимала площадь 84559 км² с населением ок. 2542 тыс. чел. (1947). Административный центр — г. Муданьцзян.

## История
С древних времён на территории провинции проживали в основном корейцы и маньчжуры. Плоскогорье Чанбайшань считается колыбелью маньчжурской цивилизации.
В VI—IX в. часть территории провинции входила в состав первого тунгусо-маньчжурского государства Бохай, столица которого находилась на территории современного уезда Нинъань (к югу от Муданьцзяна). В 926 году государство Бохай было завоёвано киданями, и территория провинции вошла в состав их государства Ляо. В XII] в. Ляо пришло в упадок и было завоёвано чжурчжэнями, которые основали своё государство и династию Цзинь.
После инцидента 1127 г. (девиз правления Цзин-кан), получившего название «Цзинканская смута» (или «Цзинканский позор», кит. 靖康之變; 靖康之恥), сунские императоры Циньцзун и Хуэйцзун были угнаны в плен в столицу Ляо — Шанцзин (недалеко от нынешнего Харбина).
Во времена империи Юань провинция находилась в подчинении Ляоянского «филиала» Государственной канцелярии (син чжуншушэн 行中書省), с приходом к власти династии Мин на этой территории вновь стали доминировать чжурчжэни.
Во время империи Цин находилась под управлением цзилиньского военного руководства.
С образованием в 1907 году провинции Цзилинь вошла в её состав. После того, как в 1947 году было отменено административное деление переставшего существовать государства Маньчжоу-го, в соответствии с проектом нового районирования Северо-Востока, была образована провинция Сунцзян.
После провозглашения КНР в 1949 году, провинция Сунцзян была упразднена, её северная часть отошла к провинции Хэйлунцзян, южная — к провинции Цзилинь.